# Rod Woodson
Roderick Kevin "Rod" Woodson (Fort Wayne, Indiana, 10 de março de 1965) é um ex-jogador profissional de futebol americano estadunidense que atuava como defensive back na National Football League. Ele fez parte do time que foi campeão da temporada de 2000 da NFL jogando pelo Baltimore Ravens. Durante o ano de 2011, ele foi treinador de cornerbacks do Oakland Raiders.

## Números
- Tackles: 1 163
- Sacks: 13.5
- INTs: 71